# Родни звуци
Родни звуци е български самодеен хор при Народно читалище „Добри Войников“ в Шумен.

## История
Основан е на 15 август 1898 г. като мъжки хор с 35 хористи, а от 1905 г. е смесен. Негови предшественици са музикално дружество „Гусла“, Шуменски градски хор и мъжки хор с диригенти Велико Дюкмеджиев и Велислав Чалъков. Първото участие на хора е на 25 декември 1898 г. в църквата „Св. Възнесение“ в Шумен. В продължение на повече от 30 години ръководител е Анастас Зидаров. Хорът изпълнява църковни песнопения и светски песни. Изнася концерти в Търново, Варна, Плевен. През 1909 г. се сформира струнен оркестър с диригент Александър Георгиев, капелмайстор на Седми пехотен полк. През 1920 г. се основава певческо дружество „Добри Войников“, а през 1924 г. се обединява с хора. Благодарение на приходите получени от фонда към хор „Родни звуци“, основан през 1927 г., се изгражда дом-паметник „Добри Войников“ в Шумен. Сформиран е мъжки и смесен хор, детски хор и оркестър, оркестър от балалайки и струнен оркестър. От 1953 г. хорът преминава към читалище „Добри Войников“. Състои се от 130 хористи. От 1961 г. хорът е дирижиран от проф. Венета Вичева, завършила хорово дирижиране в Националната музикална академия и носителка на най-високото музикално отличие за музикално изкуство в България „Кристална лира“. През годините хор „Родни звуци“ изнася над 1700 концерта, както в България, така и в чужбина – Полша, Унгария, Гърция, Украйна, Турция, Русия, Република Македония, Словения, Австрия, Италия, Германия. Проф. Венета Вичева ръководи хора до 2011 година, а след нея диригент до 2015 година е доц. д-р Николай Андриянов. От 2015 до 2020 г. главен диригент на смесен хор „Родни звуци“ е д-р Христо Атанасов, който кани отново Жанета Кацарова да продължи работата си като корепетитор на хора, отдала над 30 години на състава. От средата на 2020 година Николай
Андриянов се връща в хора.

## Репертоар
Хор „Родни звуци“ подготвя оратории, предкласика, класика, романтизъм и съвременни песни от чужди автори и български творби, написани специално за хора, оперетни, оперни и кантатно-ораториални постановки, по-известни са:
- „Травиата“ от Джузепе Верди
- „Червената шапчица“ от Александър Райчев
- „Кантата за Шумен“ от Парашкев Хаджиев
- „Фантазия c moll“ от Лудвиг ван Бетховен
- „Месия“ от Георг Фридрих Хендел
- „Царицата на чардаша“ от Имре Калман[1]

## Успехи
Хорът е удостоен с орден „Св. св. Кирил и Методий“, медал „За заслуги към Българската народна армия“, получава няколко пъти „Наградата на град Шумен“.
От международни конкурси печели:
- 1966 г. – златен медал от Втория международен хоров конкурс „Бела Барток“ в Дебрецен
- 2003 г. – сребърен медал от Международния хоров конкурс „Гвидо д'Арецо“ в Камерино[1]
- 2014 г. – второ място на Международния фестивал „Пеещ свят“ в Санкт Петербург[3]